# Neoleptura lecontei
Neoleptura lecontei är en skalbaggsart som beskrevs av Thomson 1860. Neoleptura lecontei ingår i släktet Neoleptura och familjen långhorningar. Inga underarter finns listade i Catalogue of Life.